# Grace Carter (piosenkarka)
Grace Carter (ur. 26 maja 1997 w Londynie) – brytyjska piosenkarka i autorka tekstów. 
W wieku ośmiu lat przeprowadziła się do Brighton, aczkolwiek aktualnie mieszka w Londynie. W maju 2017 roku wydała swój debiutancki singiel „Silence”. Uznanie zyskała po supportingu Duy Lipy podczas jej trasy The Self-Titled Tour w październiku 2017. Ponadto rozgrzewała widownię przed koncertami innych wykonawców, w tym Rag'n'Bone Man. W latach 2018–19 wystąpiła na dwóch trasach po Wielkiej Brytanii i Europie. Carter zajęła trzecie miejsce w organizowanym przez BBC plebiscycie „Sound of 2019”. Carter jest pasierbicą piosenkarza i autora tekstów oraz byłego dziennikarza Music Week, Paula Phillipsa.

## Dyskografia

### EP
| Rok           | Dane dot. albumu                                                                                                  | Lista utworów |
| ------------- | --- | --- |
| 2018          | Why Her Not Me - Wydany: 10 grudnia - Wytwórnia: Polydor - Format: digital download, streaming                    | \| Lista utworów \| Lista utworów \| Lista utworów \| \| Nr \| Tytuł utworu \| Długość \| \| ------------- \| ----------------------------------------------------------------------------------------------------------------- \| ------------- \| \| 1. \| „Why Her Not Me” (Autorzy: Grace Carter, Mike Kintish • Producenci: The 23rd, Koz) \| 3:50 \| \| 2. \| „Silence” (Autorzy: Carter, George Flint, Henry Flint • Producenci: The 23rd, Koz) \| 3:42 \| \| 3. \| „Silhouette” (Autorzy: Carter, Justin Parker, G. Flint, H. Flint • Producenci: The 23rd) \| 3:43 \| \| 4. \| „Waiting Room” ((demo) Autorzy: Carter,Ben Mark, Jamie Norton • Producenci: The 23rd) \| 3:13 \| \| 5. \| „Saving Grace” (Autorzy: Carter, Rob Geraghty • Producenci: The 23rd, Koz, Geraghty) \| 3:35 \| \| 6. \| „Ashes” (Autorzy: Carter, Adam Midgley, Gerard O'Connell, Tommy Baxter • Producenci: The 23rd, Mike Dean, Ritual) \| 3:02 \| \| 7. \| „Half of You” ((demo) Autorzy: Carter, G. Flint, H. Flint • Producenci: The 23rd) \| 2:57 \| \| \| \| 24:02 \| |
| Lista utworów | | |
| Nr            | Tytuł utworu | Długość |
| 1.            | „Why Her Not Me” (Autorzy: Grace Carter, Mike Kintish • Producenci: The 23rd, Koz)                                | 3:50 |
| 2.            | „Silence” (Autorzy: Carter, George Flint, Henry Flint • Producenci: The 23rd, Koz)                                | 3:42 |
| 3.            | „Silhouette” (Autorzy: Carter, Justin Parker, G. Flint, H. Flint • Producenci: The 23rd)                          | 3:43 |
| 4.            | „Waiting Room” ((demo) Autorzy: Carter,Ben Mark, Jamie Norton • Producenci: The 23rd)                             | 3:13 |
| 5.            | „Saving Grace” (Autorzy: Carter, Rob Geraghty • Producenci: The 23rd, Koz, Geraghty)                              | 3:35 |
| 6.            | „Ashes” (Autorzy: Carter, Adam Midgley, Gerard O'Connell, Tommy Baxter • Producenci: The 23rd, Mike Dean, Ritual) | 3:02 |
| 7.            | „Half of You” ((demo) Autorzy: Carter, G. Flint, H. Flint • Producenci: The 23rd)                                 | 2:57 |
|               | | 24:02 |

### Single
| Rok  | Singiel                         | Album          |
| ---- | ------------------------------- | -------------- |
| 2017 | „Silence”                       | Why Her Not Me |
| 2017 | „Ashes”                         | Why Her Not Me |
| 2018 | „Silhouette”                    | Why Her Not Me |
| 2018 | „Saving Grace”                  | Why Her Not Me |
| 2018 | „Why Her Not Me”                | Why Her Not Me |
| 2019 | „Heal Me”                       |                |
| 2019 | „Don't Hurt Like It Used To”    |                |
| 2019 | „Wicked Game”                   |                |
| 2019 | „Fired Up”                      |                |
| 2019 | „Amnesia”                       |                |
| 2020 | „Blame” (gościnnie Jacob Banks) |                |